# Ultraman Nexus
Ultraman Nexus (ウルトラマンネクサス, Urutoraman Nekusasu) est une série télévisée japonaise en 37 épisodes de 24 minutes, diffusée entre le 2 octobre 2004 et le 25 juin 2005 sur CBC puis sur TBS.

## Synopsis
La Terre mène une guerre en secret contre les Space Beasts, organismes de vie inconnus.  TLT, une organisation de défense international top secrète, était le dernier espoir de l'humanité. L'histoire tourne autour de Kazuki Komon la nouvelle recrue des Night Raiders l'équipe d'assaut de TLT.  Dans le 1er épisode, alors que Komon se dirige vers le quartier général de TLT, il se fait attaquer par un Beast.  Par chance, il est sauvé par un mystérieux géant, connu sous le nom de Ultraman Nexus. Komon est alors absorbé par cette vérité que personne ne connaît... Les mystères concernant les anciens membres des Night Raiders, l'origine des Beasts autant de questions qui sont maintenant posées. Le sort de l'humanité dépend de ta lumière Nexus.

## Distribution
- Takuji Kawakubo : Kazuki Komon
- Yusuke Kirishima : Jun Himeya
- Masato Uchiyama : Ren Senju
- Yasue Sato : Nagi Saijyo
- Tamotsu Ishibashi : Eisuke Wakura
- Kousei Kato : Mitsuhiko Ishibori
- Keiko Goto : Shiori Hiraki

## Fiche technique
- Musique : 
  - Opening thèmes : 
    - "英雄" (Eiyuu) by doa (épisodes 1 à 25)
    - "青い果実" (Aoi Kajitsu) by doa (épisodes 26 à 37)

  - Ending thèmes :
    - "いつも心に太陽を" (Itsumo Kokoro ni Taiyou wo) by 三枝夕夏 IN db (U-ka saegusa IN db) (épisodes 1 à 13)
    - "飛び立てない私にあなたが翼をくれた" (Tobitatenai Watashi ni Anata ga Tsubasa wo Kureta) by 三枝夕夏 IN db (U-ka saegusa IN db) (épisodes 14 à 25)
    - "赤く熱い鼓動" (Akaku Atsui Kodou) by 愛内里菜 (Rina Aiuchi) (épisodes 26 à 36)
    - "英雄" (Eiyuu) by doa (épisode 37)
- Réalisateurs : Kazuya Konaka, Miki Nemoto, Tsugumi Kitaura, Yuichi Abe, Takeshi Yagi, Naoki Ohara

## Commentaires
Produite par la Tsuburaya Productions et Chubu-Nippon Broadcasting, cette série est la 18e entrée dans l'Ultra Series. 
Deux épisodes spéciaux ont été rajoutés aux 37 diffusés à la télévision dans l'édition DVD, l'épisode EX (qui peut se placer entre le 31 et le 32), ainsi que l'épisode 29 Director's Cut.

## Produits dérivés

### Jeu vidéo
Un jeu vidéo basé sur la série est sorti sous le nom Ultraman Nexus par Bandai pour la PlayStation 2.

### Apparitions télévisées
Lors d'une émission de Takeshi's Castle, le personnage d'Ultraman fit une brève apparition (notamment l'épisode ou les enfants concourent).